# Eddy (Name)
Eddy ist ein Vorname sowie Familienname.

## Herkunft und Bedeutung
Eddy ist u. a. eine Kurzform von Eduard und anderer mit Ed... beginnender Namen.

## Varianten
- Eddie
- Eddi
- Edi
- Edy
- Ed

## Namensträger

### Vorname
- Eddy Achterberg (* 1947), niederländischer Fußballspieler und -trainer
- Eddy Antoine (* 1949), haitianischer Fußballspieler
- Eddy Arnold (1918–2008), amerikanischer Country- und Popsänger
- Eddy Bell (1941–2012), US-amerikanischer Rockabilly-, Rock’n’Roll- und Polka-Musiker
- Eddy Bembuana-Keve (* 1972), kongolesischer Fußballspieler
- Eddy C. Bertin (1944–2018), belgischer Autor von Horror-, Science-Fiction- und Jugendliteratur
- Eddy Bernard (1927–1984), französischer Jazzmusiker
- Eddy Beugels (1944–2018), niederländischer Radrennfahrer
- Eddy Bouwmans (* 1968), niederländischer Radrennfahrer
- Eddy Cheaib (* 1979), deutsch-libanesischer Schauspieler und Regisseur
- Eddy Choong (1930–2013), malaysischer Badmintonspieler
- Eddy Curry (* 1982), US-amerikanischer Basketballspieler
- Eddy Davis (1940–2020), US-amerikanischer Jazzmusiker
- Eddy Ferhi (* 1979), französischer Eishockeytorwart
- Eddy von Ferrari Kellerhof (1923–2000), Südtiroler Künstler, Maler und Graphiker
- Eddy Fischer (1916–1992), deutscher Theater- und Kostümplastiker
- Eddy Grant (* 1948), guyanischer Popmusiker, Sänger, Songwriter und Gitarrist
- Eddy Hartono (* 1964), indonesischer Badmintonspieler
- Eddy Hau (* 1952), deutscher Motorradsportler, ehemaliger Enduro und Moto Cross Fahrer
- Eddy Hilberts (* 1948), niederländischer Musikproduzent und Interpret
- Eddy van IJzendoorn (* 1985), niederländischer Cyclocross- und Straßenradrennfahrer
- Eddy Kurniawan (* 1962), indonesischer Badmintonspieler
- Eddy Lembo (* 1980), französischer Radrennfahrer
- Eddy De Lépine (* 1984), französischer Leichtathlet
- Eddy Louiss (1941–2015), französischer Jazzpianist und -organist
- Eddy Maillet (* 1967), seychellischer Fußballschiedsrichter
- Eddy Marron (1938–2013), deutscher Jazzgitarrist
- Eddy Mazzoleni (* 1973), italienischer Radrennfahrer
- Eddy Merckx (* 1945), belgischer Radsportler
- Eddy Merckx (* 1968), belgischer Karambolagespieler
- Eddy de Neve (1885–1943), niederländischer Fußballspieler
- Eddy Ottoz (* 1944), italienischer Leichtathlet
- Eddy Ouwens (* 1946), niederländischer Musiker
- Eddy Paape (1920–2012), belgischer Comic-Zeichner
- Eddy Planckaert (* 1958), belgischer Radrennfahrer
- Eddy de Pretto (* 1993), französischer Sänger und Schauspieler
- Eddy Ratti (* 1977), italienischer Radrennfahrer
- Eddy Saller (1930–2003), österreichischer Filmregisseur und Drehbuchautor
- Eddy Seel (* 1970), belgischer Supermoto-Fahrer
- Eddy Seigneur (* 1969), französischer Radrennfahrer
- Eddy Serri (* 1974), italienischer Radrennfahrer
- Eddy Sidra (* 1989), kanadischer Fußballspieler
- Eddy Snijders (1923–1990), surinamischer Musiker und Komponist
- Eddy Steinblock (1955–2017), deutscher Wrestler und Schauspieler
- Eddy Stibbe (* 1948), niederländischer Vielseitigkeitsreiter
- Eddy Sutton (* 1948), englischer Badmintonspieler
- Eddy Voordeckers (* 1960), belgischer Fußballspieler
- Eddy Vorm (* 1989), niederländischer Fußballspieler
- Eddy Walis (1900–1966), niederländischer Geiger und Orchesterleiter
- Eddy Yusuf (1931–2003), indonesischer Badmintonspieler

### Zwischenname
- Joseph Eddy Fontenrose (1903–1986), US-amerikanischer Klassischer Philologe und Religionswissenschaftler

### Familienname
- Arthur Jerome Eddy (1859–1920), US-amerikanischer Kunstsammler und Rechtsanwalt
- Bernice Eddy (1903–1989), US-amerikanische Bakteriologin und Epidemiologin
- Billy Eddy, US-amerikanischer Drehbuchautor
- Clarence Eddy (1851–1937), US-amerikanischer Organist und Komponist
- David Eddy (* um 1945), englischer Badmintonspieler
- Don Eddy (* 1944), US-amerikanischer Maler
- Duane Eddy (1938–2024), US-amerikanischer Gitarrist
- Elizabeth Eddy (* 1991), US-amerikanische Fußballspielerin
- Fannyann Eddy (1974–2004), sierra-leonische Menschenrechtsaktivistin
- Frank Eddy (1856–1929), US-amerikanischer Politiker
- Gary Eddy (1945–2023), australischer Sprinter
- Henry Turner Eddy (1844–1921), US-amerikanischer Bauingenieur
- Manton S. Eddy (1892–1962), US-amerikanischer Armeeoffizier
- Mary Baker Eddy (1821–1910), US-amerikanische Religionsstifterin
- Matt Eddy, US-amerikanischer Drehbuchautor
- Matthew Daniel Eddy, Wissenschaftshistoriker und -philosoph
- Nathan Eddy, US-amerikanischer Dokumentarfilmer, Journalist und Denkmal-Aktivist
- Nelson Eddy (1901–1967), US-amerikanischer Opernsänger und Filmdarsteller
- Norman Eddy (1810–1872), US-amerikanischer Politiker
- Patrick Eddy (* 2002), australischer Radrennfahrer
- Samuel Eddy (1769–1839), US-amerikanischer Politiker
- Sonya Eddy (1967–2022), US-amerikanische Schauspielerin
- Spencer F. Eddy (1873–1939), US-amerikanischer Diplomat
- William Alfred Eddy, auch Bill Eddy (1896–1962), US-amerikanischer Nachrichtenoffizier, Botschafter und Hochschullehrer
- William Mathewson Eddy (1818–1854), US-amerikanischer Vermessungsingenieur in Kalifornien
- William Trezise Eddy (1864–1926), australischer Politiker